# Zazdrość

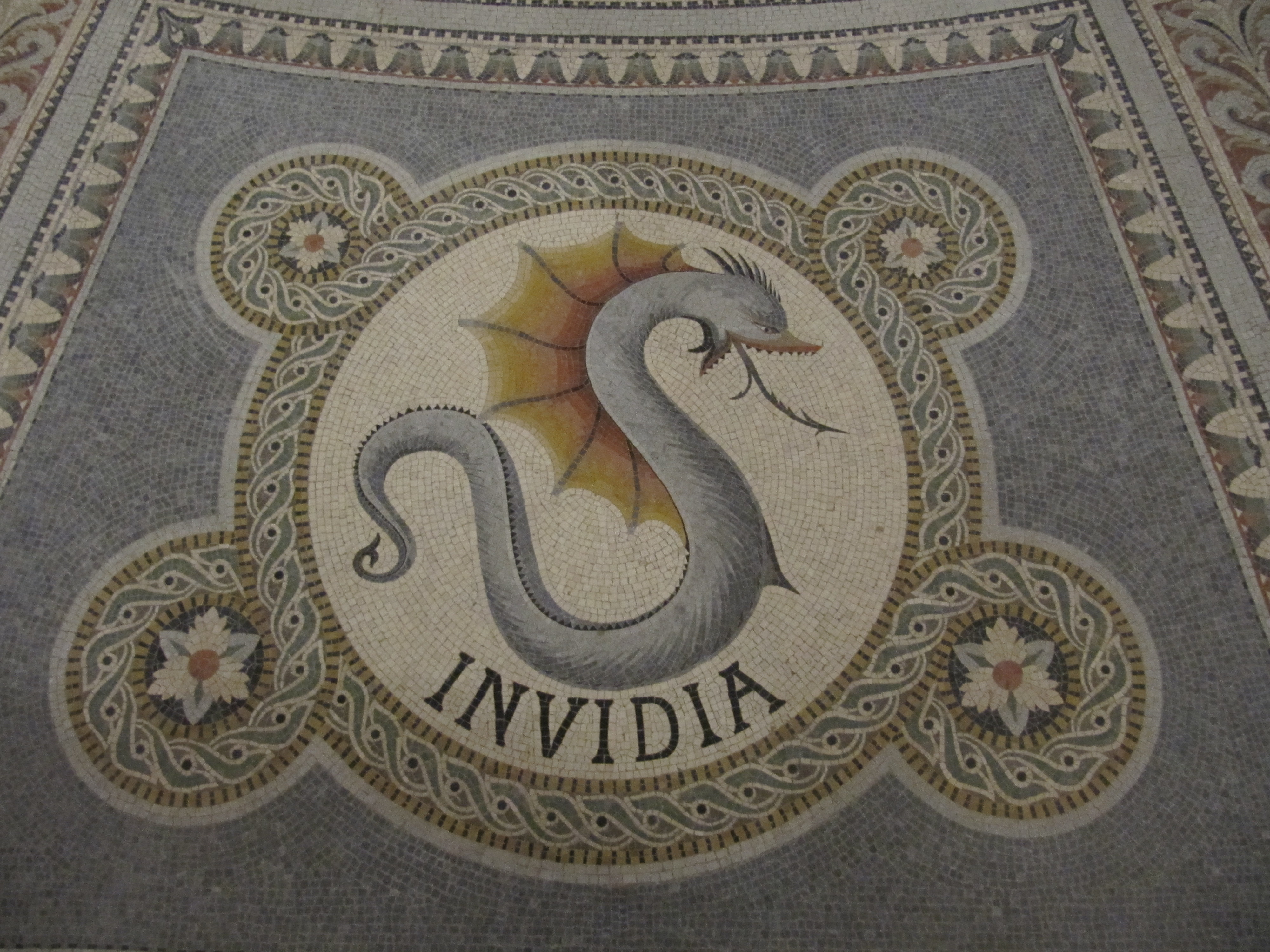
Wąż jako symbol Zazdrości (mozaika w bazylice Notre-Dame de Fourvière w Lyonie)

Zazdrość  – uczucie pojawiające się w sytuacji frustracji, gdy znany jest obiekt zaspokajający potrzebę i osoba posiadająca ten obiekt. Uważana zazwyczaj za uczucie negatywne, choć w łagodnej formie może być np. bodźcem do pozytywnej konkurencji i realizacji własnych aspiracji.
Chorobliwa zazdrość wiąże się z brakiem zaufania, chęcią kontroli i nadzorowania drugiej osoby oraz agresją.
W chrześcijaństwie jest jednym z siedmiu grzechów głównych.

## Chorobliwa zazdrość o partnera

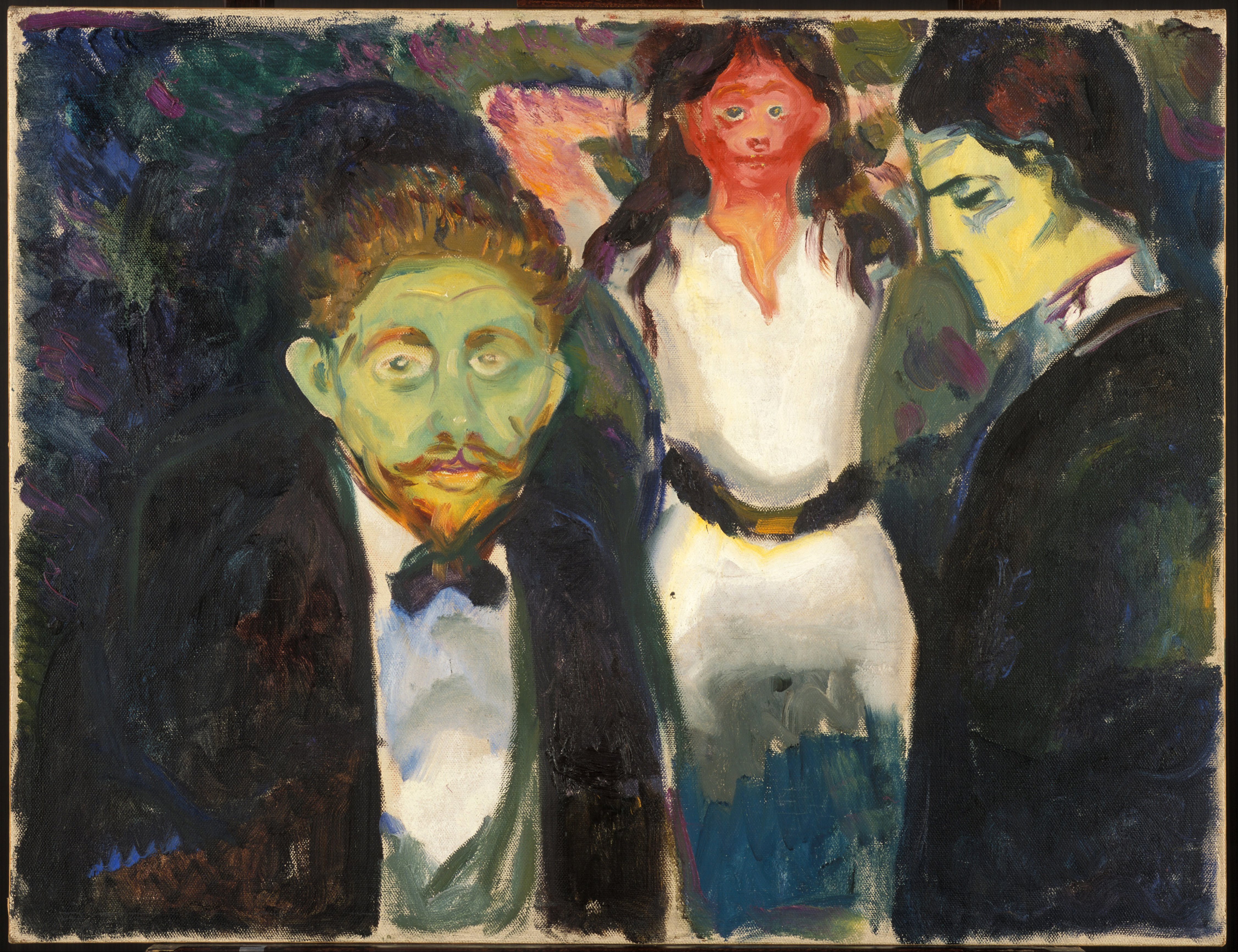
Zazdrość - obraz pędzla Edvarda Muncha, 1907.

Jedna z ważniejszych odmian zazdrości. Jej najbardziej skrajną formą jest zazdrość urojona, w psychopatologii nazywana zespołem Otella. Przejawia się ona np. podejrzewaniem partnera o notoryczne zdrady, sprawdzaniem partnera jak i również kontrolowaniem jego działań. Może powodować stany depresyjne. W skrajnych przypadkach może natomiast doprowadzić do destrukcyjnych zachowań, a nie leczona nawet do samobójstwa lub morderstwa w afekcie. Osoba dotknięta takimi zaburzeniami nie jest w stanie racjonalnie oceniać i tłumić własnych zachowań. Nie potrafi pracować nad sobą, często ma niską samoocenę (wygląd, wiek, wykształcenie), a winą za wszystko obarcza partnera. Przedstawia własne (dla siebie racjonalne) wytłumaczenia swego postępowania. W wielu przypadkach chory wie o swojej przypadłości, lecz nie jest w stanie z tym walczyć. W życiu towarzyskim czy zawodowym, często objawy te są niezauważalne dla otoczenia. Całość skupia się tylko na partnerze. Osoby cierpiące na chorobliwą zazdrość często nadużywają alkoholu lub innych używek, co potęguje strach przed zdradą partnera i doprowadza do skrajnych zachowań. Przyczyną choroby może być doznanie wielkiego wstrząsu emocjonalnego w przeszłości (rozstanie z osobą najbliższą sercu itp.). Osoby te starają się walczyć z chorobą, lecz w większości przypadków są bezsilne.